# Premonición Live
Premonición Live é o segundo álbum ao vivo do cantor e compositor espanhol David Bisbal. Foi lançado no dia 18 de dezembro de 2007, em formato de CD e DVD duplo.

## Antecedentes
Antes de lançar o álbum, David Bisbal havía ganhado o prêmio "ONDAS 2006" na categoria "Melhor Artista Nacional" e o prêmio "Amigo 2007", escolhido pelo público. No dia 06 de outubro de 2006, David lançou o álbum Premonicíon, que trouxe bons frutos. Neste trabalho, David obteve cinco discos de platina na Espanha e discos de ouro nos EUA, Porto Rico, Venezuela e Equador. O primeiro single do álbum, que garantiu a David primeira colocação nas paradas da Espanha, foi a canção "Quién Me Iba a Decir?", além da Espanha, o single também ficou entre os mais baixados na Venezuela, Argentina, Colômbia, Chile, entre outros países da América Latina. Logo depois, lançou outro sucesso "Silêncio", foi também Nº 1 durante quatro semanas consecutivas na Espanha. 

### Turnê
Em 2007, David viajou ao mundo com sua nova turnê cantando canções de toda sua carreira, e as novas inédiatas que acabara de lançar em 2006 com seu álbum Premonicíon. Com sua turnê, David Bisbal percorreu por toda a América Latina, Espanha, Alemanha, Holanda, Suiça, Áustria e Japão, onde seu hit e terceiro single "Oye El Boom" conseguiu número um na lista das rádios internacionais destes países. O lançamento de Premonicíon Live terminou um importante ciclo de mas de um ano e meio de uma tapa de grande crescimento para a carreira de David, um dos grandes motivos para ele dizer isto, são o reconhecimento e a vitória dos prêmios ONDAS 2006 e Amigo 2007, como já foi dito acima. 

## Faixas
It was released in 3CDs:
CD1
All renditions on CD1 are live
1. Intro Show 2007 / Calentando Voy – 5:12
2. Medley Funk – 5:07
3. Amar Es Lo Que Quiero – 4:32
4. Premonición – 4:18
5. Qué Tendrás – 4:04
6. Oye El Boom – 5:04
7. Cuidar Nuestro Amor (I'll Never Let Go) – 4:03
8. Esta Ausencia – 5:02
9. Lloraré Las Penas – 4:54
10. Ave María –   5:46
11. Amanecer Sin Ti – 4:01

CD2
All renditions on CD1 are live
1. Medley Baladas 1 – 4:56
2. Aquí Y Ahora – 4:38
3. Como La Primera Vez – 4:01
4. Medley Baladas 2 – 4:31
5. Como Olvidar – 5:19
6. Dígale – 9:17
7. Quien Me Iba A Decir – 3:38
8. Silencio – 6:29
9. Soldado De Papel – 7:01
10. Torre De Babel – 3:33
11. Bulería – 5:58

CD3
(Studio recordings)
1. Todo Por Ustedes (Versión Estudio-Demo) – 4:30
2. La Actriz – 3:10
3. Crumbling – 4:10
4. No Juegues Conmigo – 4:39
5. Odio Y Placer (Demo) – 3:27
6. Amante Bandido – 4:09
7. Bum Bum Bum – 4:27
8. Cuidar Nuestro Amor (I'll Never Let Go) (Demo Up-Tempo) – 3:36
9. Profundo (Crumbling) – 4:09
10. Caramelito – 3:06
11. Hear The Boom – 4:25
12. The Sun Ain't Gonna Shine Anymore (Sun Rivera Spanglish Mix) – 6:33
13. Desnúdate Mujer (JMV Dance Remix) – 4:51
14. Hate That I Love You (Spanglish Version) – 3:41

## Certificações
| País                  | Certificação | Vendas   |
| --------------------- | ------------ | -------- |
| Espanha - PROMUSICAE  | 5× Platina   | 400.000+ |
| Estados Unidos - RIAA | Ouro         | 500.000+ |
| Venezuela - APROFON   | Ouro         | 5.000+   |
| Equador - FIFE        | Ouro         | 3.000+   |
| Chile - IFPI          | Ouro         | 7.500+   |